# 2000人の狂人
『2000人の狂人』（にせんにんのきょうじん 原題：Two Thousand Maniacs!）は、1964年制作のアメリカ合衆国のホラー映画。ハーシェル・ゴードン・ルイス監督（兼脚本・撮影）。
南北戦争当時、北軍に全滅させられた南部の村に住んでいた2,000人の住人たちの怨霊が、戦争終結から100年後、記念祭を装って北部からやって来た旅行客を誘い込み、次々に惨殺してバーベキューにしていく。残酷描写満載のスプラッター映画の先駆けともいえる作品である。
当時、映画における残酷描写はマンネリ化しており、本作で表現されたフルカラーでの流血描写は、ホラー映画製作者たちに大いなる刺激を与えた。
日本語版の題名は当初は『2000人の狂人』であったが、のちに『マニアック2000』に改題されている。
2005年には、本作のリメイク版が製作された。

## キャスト
- トム：ウィリアム・カーウィン
- テリー：コニー・メイソン
- バックマン村長：ジェフリー・アレン
- ジョン：ジェローム・イーデン
- ビー：シェルビー・リヴィングストン
- デヴィッド：マイケル・コーブ
- ビヴァリー：イヴォンヌ・ギルバート